# Клайпедський маяк
Клайпедський маяк (лит. Klaipėdos švyturys) — маяк, що розташовано в Клайпеді, на литовському узбережжі Балтійського моря, на відстані 500 метрів від берега.

## Історія
Маяк у Клайпеді початково було збудовано 1796 року, його перший промінь засвітив 1 вересня 1796. Маяк був третім найстарішим маяком узбережжя Балтійського моря — лише маяки в Ґданську та Травемюнде були старішими. Оригінальна світильна система складалась з шести бронзових дзеркал, однак діапазон світіння тоді сягав лише чотирьох кілометрів. 1819 року маяк було устатковано новою світильною системою, що складалась з тринадцяти срібно-латунних пластин (що використовувались як дзеркала) та тринадцяти гасових лам для їх освітлення. Маяк було повністю зруйновано під час Другої світової війни, 1953 року його було відновлено та реконструйовано.

## На марках

Клайпедський маяк на марках Литви
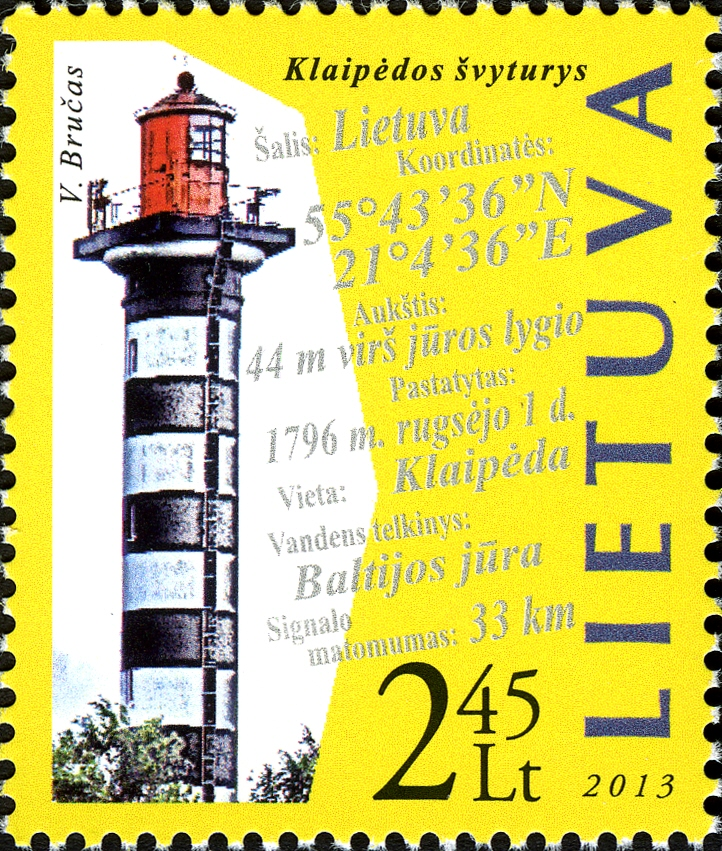
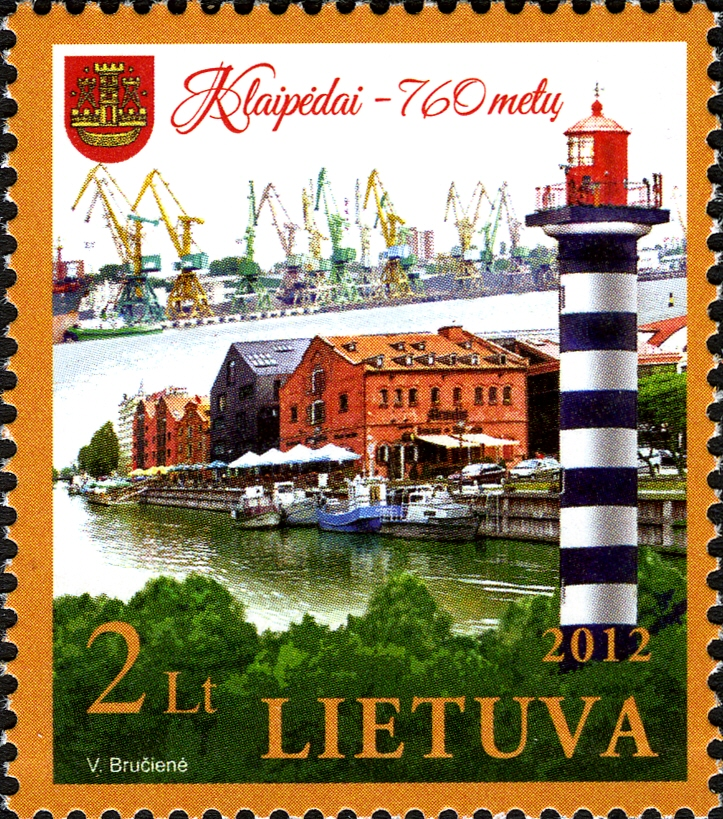